# Majetići
Majetići falu Bosznia-Hercegovinában, a Bosznia-hercegovinai Föderáció Una-Szanai kantonjában.

## Fekvése
Bosznia-Hercegovina északnyugati részén, Bihácstól légvonalban 13, közúton 19 km-re északkeletre, Cazin központjától légvonalban 5, közúton 9 km-re délre, a Celar-patak melletti dombos vidéken fekszik.

## Népessége
| Nemzetiségi csoport | Népesség 1991 | Népesség 2013 |
| ------------------- | ------------- | ------------- |
| Szerb               | 0             | 0             |
| Bosnyák             | 1325          | 1541          |
| Horvát              | 0             | 2             |
| Jugoszláv           | 0             | 0             |
| Egyéb               | 2             | 4             |
| Összesen            | 1327          | 1547          |

## Története
A falu a középkorban már lakott volt, középkori templomának alapjai ma is láthatók.
A majetići muszlim gyülekezet magában foglalja Begić Kula, Jašaragići, Gornji Majetići, Mesići, Podgaj és Suljići falvakat. A gyülekezetnek 320 háztartása van, és a Bosznia-Hercegovina elleni szerb agresszió után új mecsetet építettek. Előtte egy 1964-ben épült régi mecset állt, amely az agresszió során súlyosan megsérült. Eddig a következő imámok, khatibok és muallimok végeztek állandó imám szolgálatot ebben a gyülekezetben: Mumin Bajrić, Selim Trešnjo, Osman Nadarević, Ibrahim Redžić és Enver Kovačević efendi, aki a gyülekezet jelenlegi imámja. A majetići gyülekezet hosszú ideje független, mintegy száz éve még az ostrožaci gyülekezet része volt.

## Nevezetességei
- A helyi dzsámit 2005 és 2007 között építették. Az alapkövet 2005. július 30-án helyezték el, ünnepélyes megnyitása 2007. július 28-án történt.

- A falu középkori templomának alapfalai ma is jól láthatók, helyenként egy méteres magasságig is állnak. A templom 13 méter hosszú és 10 méter széles volt, keleti tájolással, a keleti oldalon félköríves apszissal.[5]